# Eranthis cilicica
Eranthis cilicica là một loài thực vật có hoa trong họ Mao lương. Loài này được Schott & Kotschy mô tả khoa học đầu tiên năm 1854.